# Звуковий дизайн
Звуковий дизайн — мистецтво та практика створення звукових доріжок для різних потреб. Це включає визначення, отримання або створення звукових елементів за допомогою методів та інструментів виробництва звуку. Він використовується в різних дисциплінах, включаючи кіновиробництво, телевізійне виробництво, розробку відеоігор, театр, звукові технології, живий перформанс, саунд-арт, пост-продакшн, радіо, медіа-мистецтво та музичний інструмент. Звуковий дизайн зазвичай передбачає виконання (див., наприклад, шумові ефекти) та редагування попередньо складеного чи записаного аудіо, наприклад, звукових ефектів і діалогів для цілей носія, але це також може включати створення звуків з нуля через синтезатори.
Звуковий дизайн має велике значення для кіновиробництва, оскільки він може створювати атмосферу, підсилювати настрій і забезпечувати глядачам більш глибокий емоційний досвід. Наприклад, звукові ефекти у фільмі можуть бути використані для створення реалістичної звукової картини або для підкреслення певних емоційних моментів. Відомими звукорежисерами в кіно є Бен Бертт (Зоряні війни) та Ганс Циммер (Темний лицар).
В телевізійному виробництві звуковий дизайн також відіграє ключову роль, особливо у створенні звукових ефектів для різноманітних шоу та програм. У відеоіграх звуковий дизайн може впливати на геймплей, допомагаючи створювати більш занурюючі та інтерактивні середовища. Наприклад, звукові ефекти у відеоіграх можуть сигналізувати про наближення ворогів або інші важливі події, що відбуваються в грі.
Звуковий дизайн у театрі використовується для підсилення дії на сцені, створення атмосфери і підтримки емоційного впливу вистави. У живих перформансах звуковий дизайн може включати використання мікрофонів, звукових ефектів та інших технологій для забезпечення високоякісного звукового супроводу.
У медіа-мистецтві звуковий дизайн може бути частиною інтерактивних інсталяцій або аудіовізуальних проектів, де звук відіграє важливу роль у створенні унікального мистецького досвіду. Пост-продакшн включає редагування, мікшування та майстеринг звукових доріжок, що забезпечує високоякісний звуковий супровід для кінематографу, телебачення та інших медіа.
Звукорежисер — це той, хто займається звуковим дизайном, наприклад, у кіно. Вони відповідають за створення та впровадження звукових ефектів, а також за загальне звучання проекту. Відомі звукорежисери, такі як Вальтер Мерч і Гері Райдстром, внесли значний внесок у розвиток звукового дизайну в кіноіндустрії.